# Emmett King
Pour les articles homonymes, voir King.
Emmett Carleton King (né le 31 mai 1865 à Griffin en Géorgie et mort le 21 avril 1953 à Los Angeles,quartier de Woodland Hills) est un acteur américain, connu comme Emmett King (parfois crédité Emmett C. King).

## Biographie
Emmett King entame sa carrière d'acteur au théâtre et joue notamment à Broadway (New York) dans cinq pièces, la première en 1899 (The Father of His Country, dont il est en outre l'auteur), la cinquième en 1913 ; la quatrième, représentée en 1911-1912, est une adaptation du roman de Lew Wallace Ben-Hur (avec Franklin Pangborn).
Au cinéma, il contribue à quatre-vingt-sept films américains, le premier sorti en 1914. De sa période muette, où il est le plus actif, mentionnons Kismet de Louis J. Gasnier (1920, avec Otis Garrett et Rosemary Theby), Le Petit Lord Fauntleroy d'Alfred E. Green et Jack Pickford (1921, avec Mary Pickford et Claude Gillingwater) et Le Cargo infernal de Victor Fleming (1925, avec Wallace Beery et Pauline Starke).
Après le passage au parlant, il apparaît encore comme second rôle de caractère (ou dans des petits rôles non crédités), entre autres dans Le Rêve immolé de Richard Wallace (1928, avec Nancy Carroll et Gary Cooper), Le Prisonnier de Zenda de John Cromwell (1937, avec Ronald Colman et Madeleine Carroll) et L'Homme au masque de fer de James Whale (1939, avec Louis Hayward et Joan Bennett).
Son dernier film est Le Président Wilson d'Henry King (avec Alexander Knox et Charles Coburn), sorti en 1944, après lequel il se retire.

## Théâtre à Broadway (intégrale)
- 1899 : The Father of His Country (+ auteur) : Archibald Scorcher
- 1904 : Granny de Georges Mitchell, production de Charles Frohman, adaptation et mise en scène de Clyde Fitch
- 1908-1909 : Mary Jane's Pa d'Edith Ellis : Rome Preston (rôle repris dans l'adaptation au cinéma de 1917 : voir filmographie ci-dessous)
- 1911-1912 : Ben-Hur, adaptation du roman éponyme de Lew Wallace
- 1913 : Joseph and his Brethren de Louis N. Parker

## Filmographie partielle

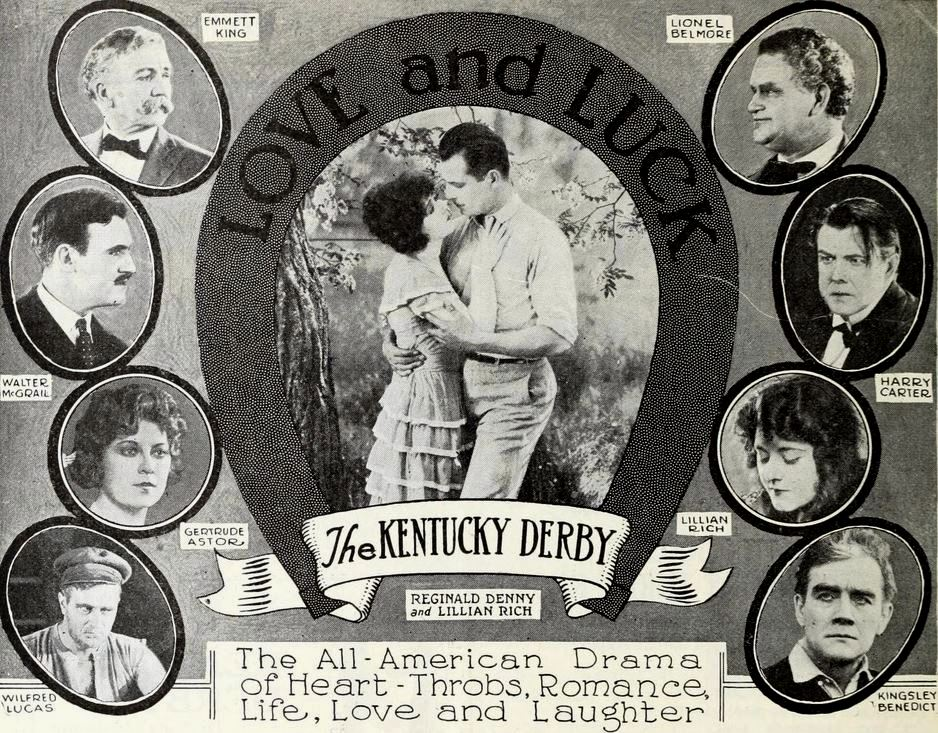
Poster promotionnel pour The Kentucky Derby (1922)

- 1917 : Mary Jane's Pa de Charles Brabin et William P. S. Earle : Rome Preston
- 1918 : La Princesse voilée (Lafayette, We Come) de Léonce Perret : M. Trenchard
- 1919 : Beckoning Roads d'Howard C. Hickman : Henry Wells
- 1920 : Kismet de Louis J. Gasnier : Wazir Abu Bakr
- 1920 : Billions de Ray C. Smallwood : John Blanchard
- 1921 : Le Petit Lord Fauntleroy (Little Lord Fauntleroy) d'Alfred E. Green et Jack Pickford : le révérend Mordaunt
- 1921 : The Silver Car de David Smith
- 1921 : Lèvres menteuses (Lying Lips) de John Griffith Wray : John Warren
- 1921 : The Mistress of Shenstone d'Henry King : Sir Derick Brand
- 1922 : Un derby sensationnel (The Kentucky Derby) de King Baggot : le colonel Moncrief Gordon
- 1922 : The Call of Home de Louis Gasnier
- 1922 : La Bourrasque (The Beautiful and Damned) de William A. Seiter
- 1922 : Le Cœur humain (Human Hearts) de King Baggot : le gouverneur
- 1923 : Le Don Quichotte du Rio Grande (Don Quickshot of the Rio Grande) de George Marshall : Jim Hellier
- 1923 : La Flamme de la vie (The Flame of Life) de Hobart Henley : Barholm
- 1923 : Le Coupable (The Acquittal) de Clarence Brown : le prêtre
- 1923 : Les Fauves (White Tiger) de Tod Browning : l'évêque Vail
- 1924 : Miss Capitaine (Captain January) d'Edward F. Cline : John Elliott
- 1924 : Barbara Frietchie de Lambert Hillyer
- 1925 : Le Cargo infernal (The Devil's Cargo) de Victor Fleming : Deal Sampson
- 1925 : Le Sans-Patrie (The Man Without a Country) de Rowland V. Lee : le président Monroe
- 1926 : Le Grand Prix de l'Arizona (Arizona Sweepstakes) de Clifford Smith : le colonel Tom Savery
- 1926 : Le Signal dans la nuit (The Man in the Saddle) de Lynn Reynolds et Clifford Smith : Yom Dyresty
- 1928 : À l'ouest de Zanzibar ou Le Talion (West of Zanzibar) de Tod Browning : le régisseur du théâtre
- 1928 : Ris donc, Paillasse ! (Laugh, Clown, Laugh) d'Herbert Brenon : un médecin
- 1928 : Le Rêve immolé (The Shopworn Angel) de Richard Wallace : le chapelain
- 1930 : Reno de George Crone
- 1931 : The Right of Way de Frank Lloyd
- 1931 : The Public Defender de J. Walter Ruben
- 1932 : Manhattan Tower de Frank R. Strayer : le président de la banque
- 1933 : Gabriel au-dessus de la Maison-Blanche (Gabriel over the White House) de Gregory La Cava : un politicien
- 1934 : Le Monde en marche (The World Moves On) de John Ford : un joueur de cartes
- 1935 : Le Conquérant des Indes (Clive of India) de Richard Boleslawski : un marchand
- 1937 : Le Prisonnier de Zenda (The Prisoner of Zenda) de John Cromwell : le grand chambellan de la cour
- 1938 : La Coqueluche de Paris (The Rage of Paris) d'Henry Koster : le capitaine McMasters
- 1939 : Autant en emporte le vent (Gone with the Wind) de Victor Fleming, Sam Wood et George Cukor : un invité de la fête
- 1939 : L'Homme au masque de fer (The Man in the Iron Mask) de James Whale : le chambellan du roi
- 1942 : Les Naufrageurs des mers du Sud (Reap the Wild Wind) de Cecil B. DeMille : un vieux gentilhomme au bal
- 1943 : Mission à Moscou (Mission to Moscow) de Michael Curtiz : un délégué britannique
- 1944 : Le Président Wilson (Wilson) d'Henry King : un sénateur